# Jersey club
Il jersey club (originariamente chiamato Brick City club) è uno stile di musica elettronica da club che ha avuto origine a Newark, nel New Jersey, all'inizio degli anni 2000.

## Storia
È stato introdotto per la prima volta da DJ Tameil e altri membri della crew Brick Bandits, che sono stati ispirati dall'ibrido un tempo di house e hip hop del club di Baltimora. Anche altri giovani produttori hanno spinto per la progressione di questo stile musicale alla fine degli anni 2000.

## Influenza
Analogamente alle sue influenze di Baltimora, il Jersey Club è uno stile aggressivo definito dal suo groove veloce e "rimbalzante" a tempi vicini a 130-140 BPM, ma dall'uso più prominente di staccato, campioni spezzettati e pattern di calci di terzine pesanti. Lo stile consiste spesso in remix di brani rap e R&B. È spesso accompagnato da danze frenetiche e competitive che hanno guadagnato popolarità globale attraverso video virali.